# Aleiodes declanae
Aleiodes declanae är en stekelart som beskrevs av Van Achterberg 2004. Aleiodes declanae ingår i släktet Aleiodes och familjen bracksteklar. Inga underarter finns listade i Catalogue of Life.